# 2005年ドイツ連邦議会選挙
2005年ドイツ連邦議会選挙（2005ねんドイツれんぽうぎかいせんきょ、ドイツ語: Bundestagswahl 2005）は、ドイツ連邦共和国の下院に当たる連邦議会 (Deutscher Bundestag) の議員を選出するため、2005年9月に行われた選挙である。

## 概要
2005年7月1日、ドイツ連邦議会において、シュレーダー首相の信任決議案が反対多数で否決されたことを受け、ケーラー大統領が連邦議会を同月21日に解散したことで行われた総選挙である。背景には、5月に行われたノルトライン＝ヴェストファーレン州議会選挙で与党の社会民主党がキリスト教民主同盟に敗北して同州における政権の座を失ったことで、州政府の代表者で構成される連邦参議院（上院）において野党が多数派となり、政権運営に支障を来す状況に直面したため、選挙を1年前倒しして行う意向を与党が示したことがある。

## 選挙データ
- 投票日：2005年9月18日
- 首相：ゲアハルト・シュレーダー（ドイツ社会民主党）
- 与党：ドイツ社会民主党＋同盟90/緑の党の連立政権（赤緑連合）
- 連邦議会の定数：598議席・・・ただし、超過議席のため選挙毎に変動する。
- 選挙制度：比例代表（小選挙区比例代表併用制、小選挙区299議席）
  - 全体の議席は第2投票（政党への投票）の得票に基づいた比例配分で決定されるが、少数政党の乱立を防止するため、①第2投票で有効得票全体の5％以上を得た、②第1投票（選挙区候補者への投票）で3人以上の当選者を出した、いずれかの要件を満たした政党にのみ議席配分が行われる。尚、選挙区議席が比例配分議席を上回った場合は超過議席となる。
- 選挙権と被選挙権：満18歳以上のドイツ国民

## 選挙結果
- 有権者数：61,870,711
- 投票率：77.7％
- 投票者数：48,044,134
- 有効票数：47,194,062

|                          |                                    |                                    |            |            |            |            |           |            |
| 党派                     | 党派                               | 党派                               | 候補者投票 | 候補者投票 | 政党投票   | 政党投票   | 議席      | 議席       |
| 党派                     | 党派                               | 党派                               | 得票数     | 得票率 (%) | 得票       | 得票率 (%) | 全体 議席 | （選挙区） |
|                          | CDU/CSU                            | ドイツキリスト教民主同盟 (CDU)     | 15,390,950 | 32.6       | 13,136,740 | 27.8       | 180       | 106        |
| キリスト教社会同盟 (CSU) | CDU/CSU                            | 3,889,990                          | 8.2        | 3,494,309  | 7.4        | 46         | 44        |            |
| CDU/CSU 小計             | CDU/CSU                            | 19,280,940                         | 40.8       | 16,631,049 | 35.2       | 226        | 150       |            |
|                          | ドイツ社会民主党（SPD)             | ドイツ社会民主党（SPD)             | 18,129,100 | 38.4       | 16,194,665 | 34.2       | 222       | 145        |
|                          | 自由民主党（FDP)                   | 自由民主党（FDP)                   | 2,208,531  | 4.7        | 4,648,144  | 9.8        | 61        | 0          |
|                          | 左翼党・民主社会党 (Die Linke.PDS) | 左翼党・民主社会党 (Die Linke.PDS) | 3,764,168  | 8.0        | 4,118,194  | 8.7        | 54        | 3          |
|                          | 同盟90/緑の党（B90/Gr）            | 同盟90/緑の党（B90/Gr）            | 2,538,913  | 5.4        | 3,838,326  | 8.1        | 51        | 1          |
|                          | ドイツ国家民主党 (NPD)             | ドイツ国家民主党 (NPD)             | 857,777    | 1.8        | 748,568    | 1.6        | 0         | 0          |
|                          | 共和党 (REP)                       | 共和党 (REP)                       | 38,678     | 0.1        | 266,101    | 0.6        | 0         | 0          |
| 議席合計                 | 議席合計                           | 議席合計                           | 議席合計   | 議席合計   | 議席合計   | 議席合計   | 614       | 299        |

この結果、CDU/CSU・FDP（中道保守連合）、SPD・B90/G（赤緑連合）は共に過半数に届かず、CDU/CSU・FDP・B90/G（ジャマイカ連合）、SPD・FDP・B90/G（信号連立）などの連立が協議されたがいずれも政策の違いから交渉は失敗した。このため、CDU/CSU が SPD と大連立を組むことで合意し、CDU のアンゲラ・メルケル党首を首相とする大連立政権が11月22日に発足した。CDU/CSU と赤緑連合が共に議席減らしたのに対し、中道自由主義政党の FDP と、左派政党の左翼党が、2大政治勢力に飽き足りない人達の支持を集め、得票・議席を大きく伸ばした。
とくに PDS と SPD 最左派が結成した“労働と社会的公正のための選挙オルタナティブ” (WASG) が合同して発足させた政党連合の左翼党は、シュレーダー政権における社会保障制度改革に伴う社会保障費削減を厳しく批判し、PDS だった前回2002年より2倍以上の得票を獲得、議席数で50議席以上を獲得して緑の党を上回り大きく躍進した。特に旧西独地域において、前回 1% 足らずだった支持率を 4.9% に伸ばし、旧東独地域に限定されていた支持を拡大することに成功した（前回は選挙区議席の2議席のみ）。この躍進の結果に関し、同党の筆頭候補であるグレゴール・ギジ氏は「今回の国民の選択は現政権与党も保守野党も退けた」と述べた上で「二大勢力の敗北は（新自由主義改革に）国民がうんざりしていることの表れだ」と強調した。